# Дворник
Дворник (Дворный) в славянската митология е дух, обитаващ двора на къщата, охраняващ градините, хамбарите, кокошарниците и другите помощни сгради край дома.